# Église Saint-Étienne de Saint-Mihiel
Pour les articles homonymes, voir Église Saint-Étienne et Saint-Étienne (homonymie).
L'église Saint-Étienne de Saint-Mihiel est une église-halle située dans la commune française de Saint-Mihiel dans le département de la Meuse.

## Histoire
Elle fut jusqu'en 1791 la seule église de l'unique paroisse de la ville de St-Mihiel, à l'époque franque elle était dédiée aux saints Cyr de Tarse et Julitte; sur un lieu nommé Godonécourt, en 709, est fondée par le comte austrasien Wulfoad une abbaye bénédictine sur la hauteur castellion (peut-être le camp des Romains) et lui est donné le village voisin, ses terres et ses maisons (c'était le bourg de St-Mihiel). En 819, l'abbé Smaragde décide de rapprocher son abbaye du village. Thierry le grand, évêque de Verdun confirma en 1067 le don des terres de l'église et de la paroisse de la ville, confirmation qui advint en 1094; à partir de ce moment l'abbé est devenu le curé de St-Cyr.
Elle ne prit le nom de Étienne qu'à partir du XIIe siècle quand l'abbé de Saint-Michel revenant de Rome apporta des reliques du saint. Dans des accords de 1145, 1152 et 1194 l'église n'est plus désignée que sous le vocable d'Étienne.

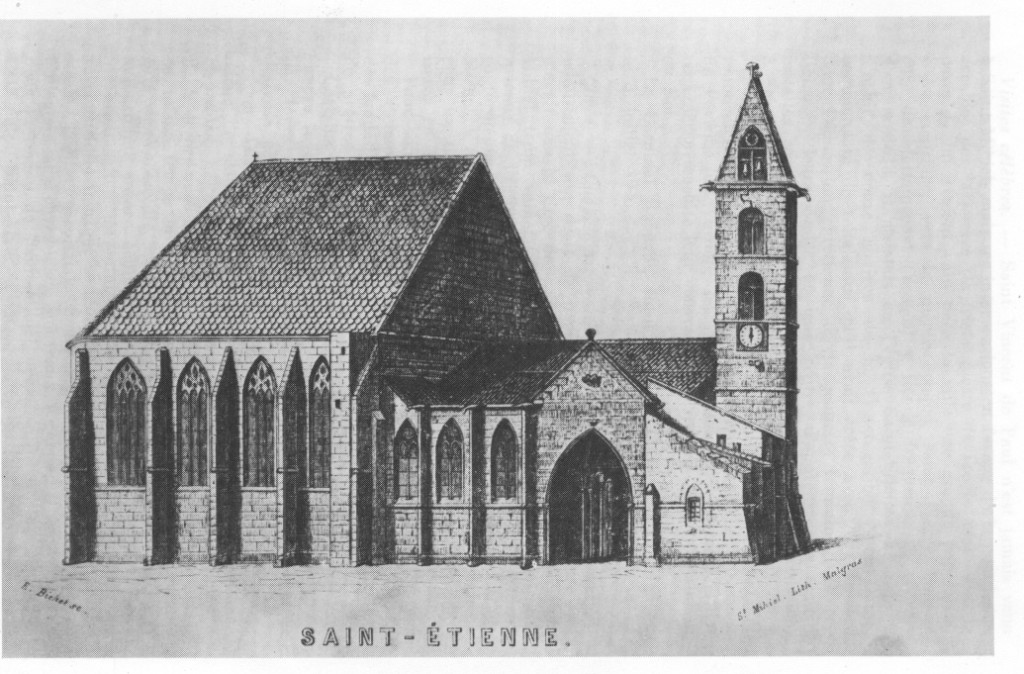
Église Saint-Étienne état de 1545 à 1823.

### De 1500 à 1789
La ville, important centre culturel, cour de justice dite des cents jours comme partie du bailliage du Duché de Bar avait une importante population et activité économique, ce qui attirait plus de monde et la décision fut prise d'agrandir l'église vers l'est en partie sur le cimetière qui l'entourait. Les travaux durèrent de 1503 à 1543 ; en 1545 eut lieu la dédicace avec les jeux ou mystères de messire saint-Étienne, pape et patron de l'église parociale de la noble ville de Saint-Mihiel décrit par dom Nicole Loupvent, trésorier de l'abbaye. Le financement était assuré, en 1500 par un don de Antoine le bon Duc de Lorraine pour les terrains ou accrues qui s'étaient formés le long de la Meuse à la fabrique de Saint-Étienne.
Une levée d'impôt de sept livres et demie par semaine à partir de 1503. Par un emprunt de 800 livres à un noble homme Henri Lebrun.
En 1707, les chapitres d'Hattonchâtel et d'Apremont y sont transférés. L'église abrite désormais onze chanoines dont le doyen est curé de la paroisse.

### De 1789 à aujourd'hui

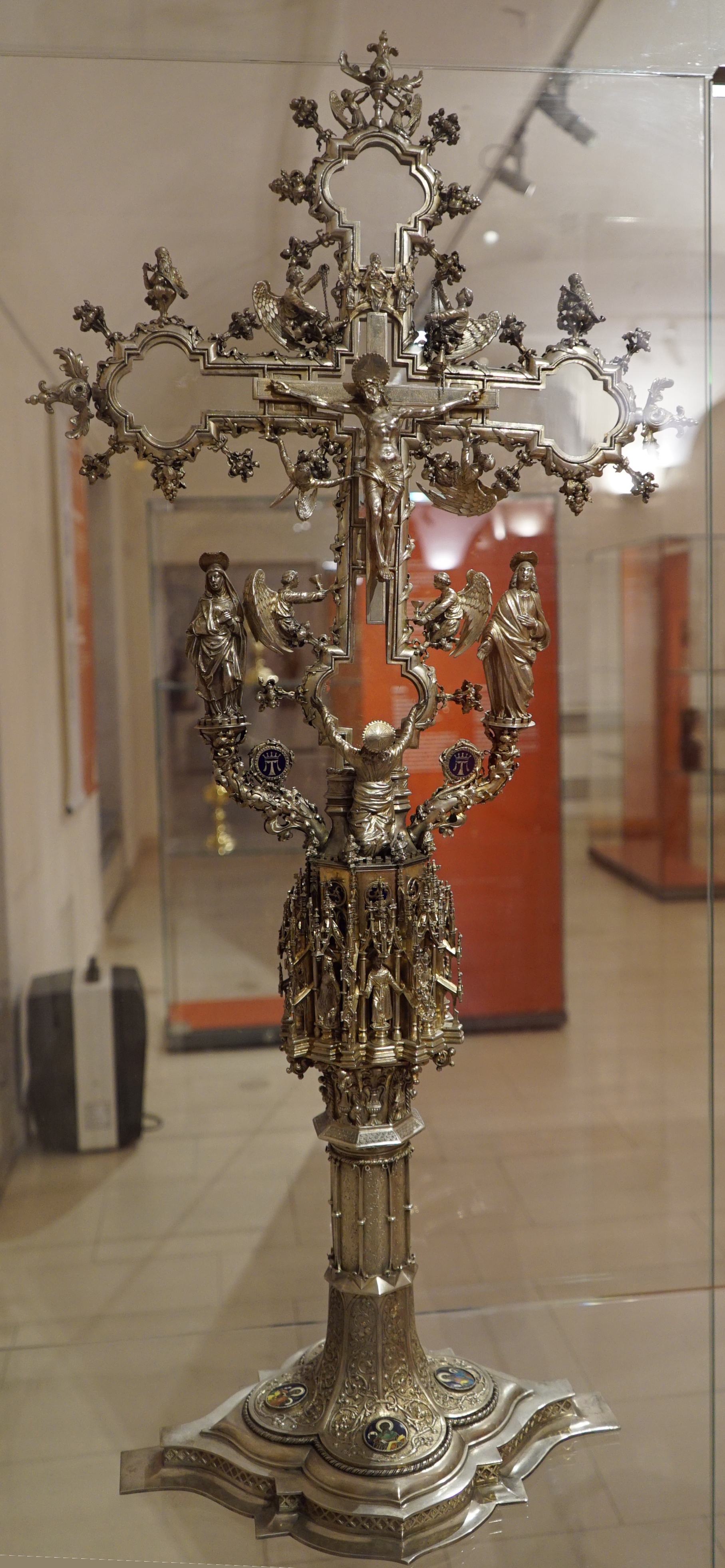
Croix offerte par le couple Chambrun.

La Révolution française avait confisqué les revenus de la paroisse pour les adjoindre à ceux de la ville (livres de comptes de la fabrique); le curé Gabriel Tocquot refusant le serment constitutionnel son vicaire François Forquignon  fut nommé curé. Le 24 septembre 1791 le Conseil de la ville décidait de couper la ville en deux en créant la paroisse de Saint-Michel ayant comme église celle de l'abbaye et comme presbytère l'ancienne prévôté (Poste actuelle). Cette même année l'autel et le retable de l'abbaye Saint-Benoit-en-Woevre y sont transférés. Le 26 novembre 1793 l'église fut interdite au culte et l'on décida de la détruire; mais il y avait un urgent besoin d'étable et d'abattoir, par suite elle servit d'hôpital.
Le culte y fut de nouveau autorisé en 1802 mais une pétition demandait que soient démolis le clocher, la nef et des chapelles pour élargir la rue. En 1817, une ordonnance royale autorisa les travaux qui ne débutèrent qu'en 1823 avec la suppression de la plus grande part des structures du XIIe siècle. Elle prit alors son apparence actuelle
.
Entre 1914 et 1918, elle fut attribuée par l'occupant allemand au culte protestant ; la plus grande part des troupes étaient soit bavaroise soit autrichienne et donc de culte catholique romain mais les autres soldats avaient aussi le droit à un lieu de culte.

## Architecture

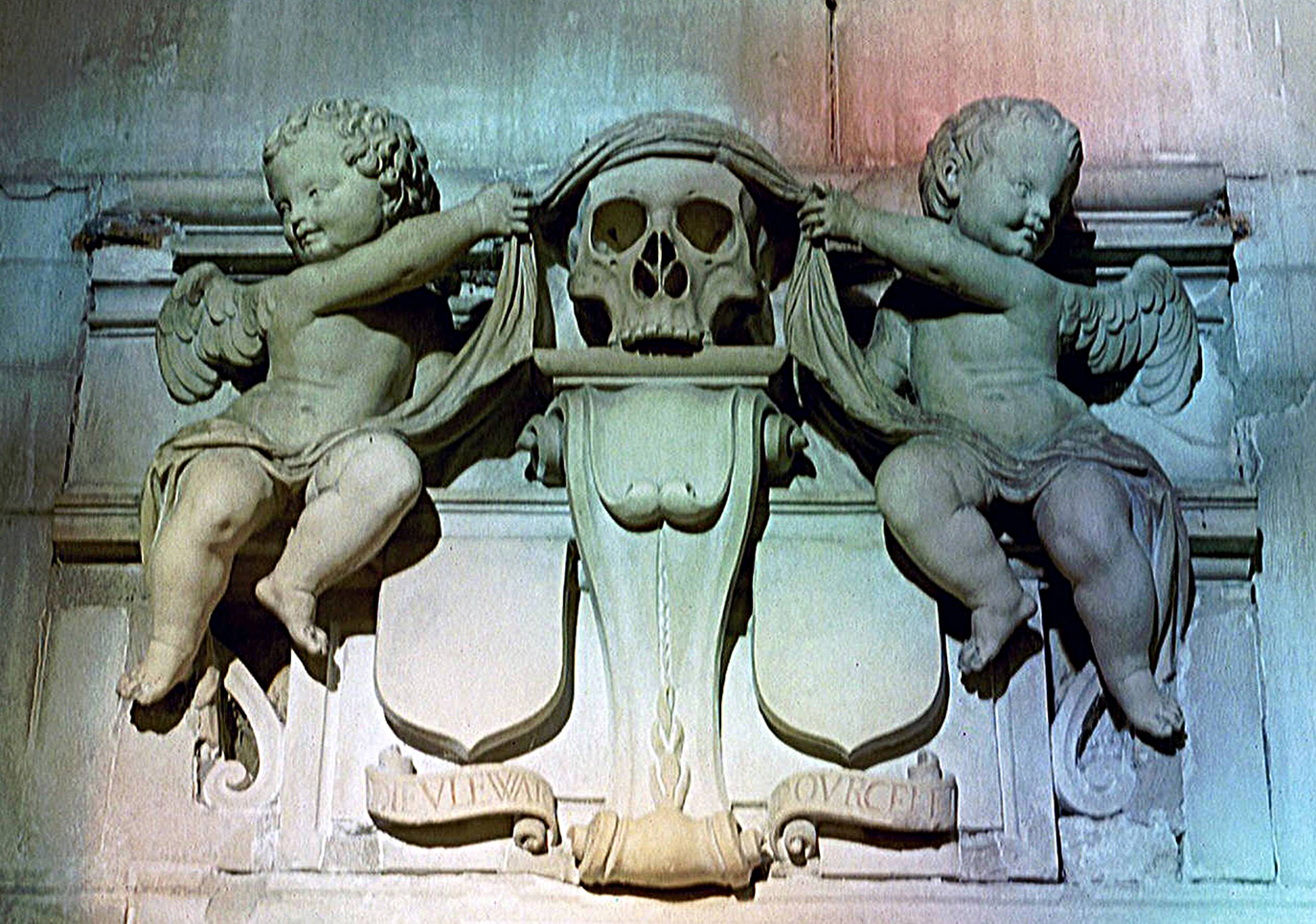
Monument funéraire, église Saint-Étienne à Saint-Mihiel,
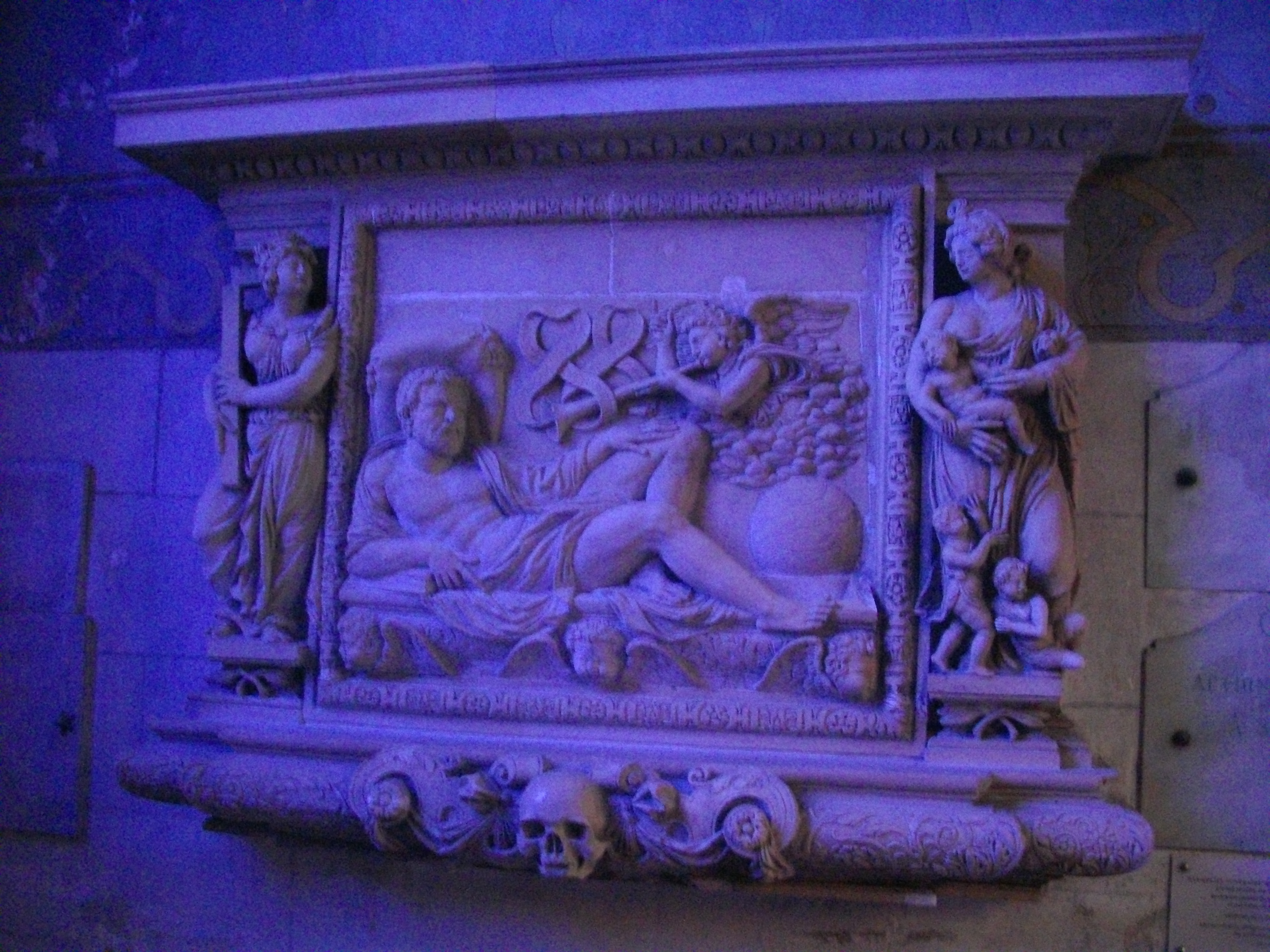
retable de la famille Lescuyer[2].

Elle aurait eu une première rénovation en 1076 en style roman, mais il n'y a pas de traces actuellement.

L'église fut rénovée au XIIIe, il ne reste que quelques parties vers l'avant (visibles jusqu'en 1823) et le XVIe siècle pour la plus grande part. La rénovation du XIXe siècle reprend tout l'avant de l'édifice et englobe la partie du XIIIe.
Elle est principalement connue pour son étonnant sépulcre dû au ciseau de Ligier Richier, le célèbre sculpteur lorrain de la Renaissance.

## Sépulcre de Ligier Richier
Le sépulcre ou la mise au tombeau est réalisé entre 1554 et 1564 par Ligier Richier et qui fut installé dans le bas-côté droit par son fils. Le commanditaire en est inconnu.

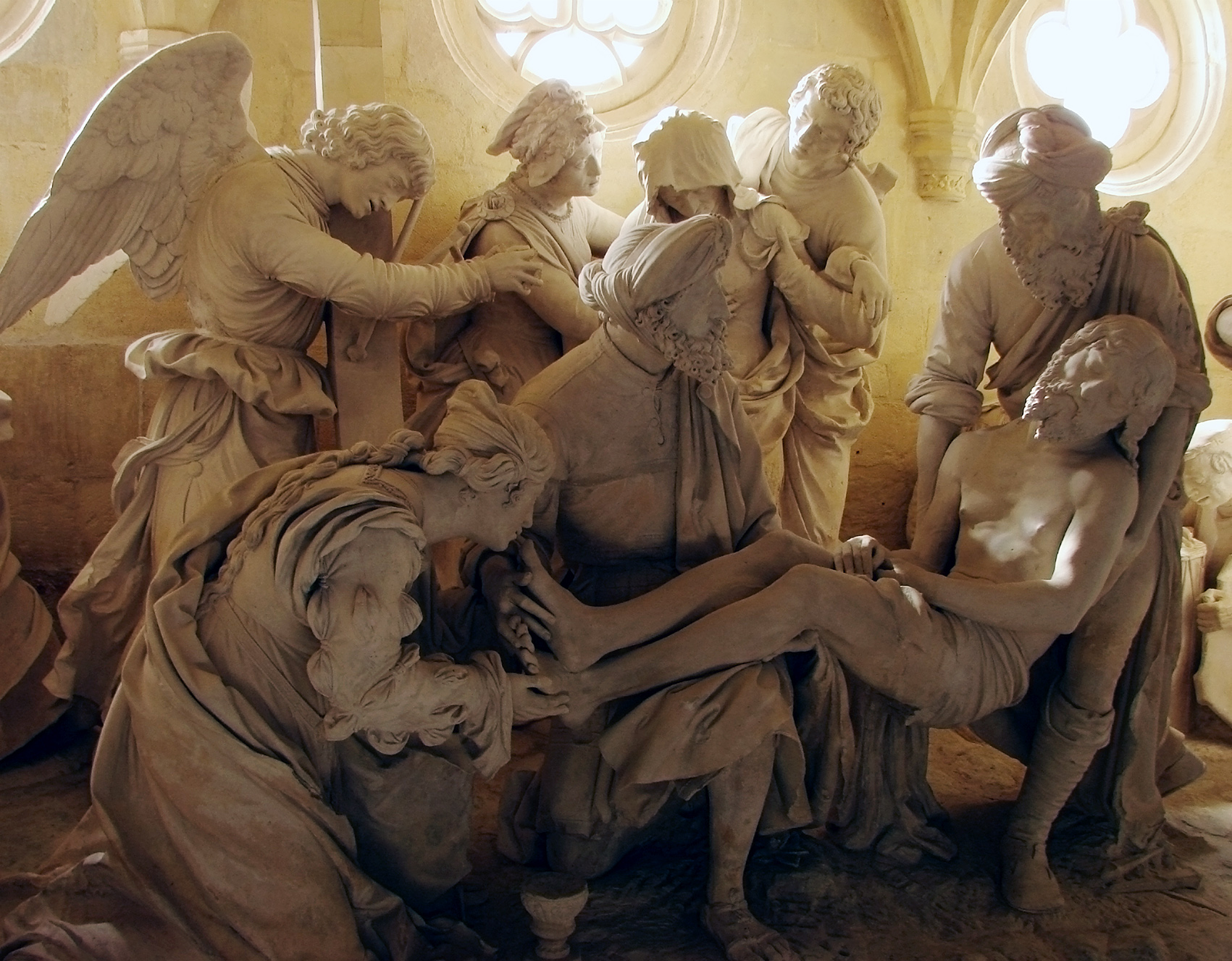
Église Saint-Étienne de Saint-Mihiel : La Mise au tombeau de Ligier Richier

Le sépulcre est taillé dans de la pierre de type pierre d'Euville.
Treize personnages le composent :
- Au centre, le Christ est porté par Joseph d'Arimathie et Nicodème;
- à gauche du Christ sont représentées Marie-Madeleine et Véronique (tenant la couronne d'épine).
- En arrière-plan sont représentés Salomé, un ange portant la croix, Marie-Cléophas, la Vierge, Saint-Jean, deux soldats et un centurion.

L'église (dont le sépulcre) fait l’objet d’un classement au titre des monuments historiques depuis le 27 août 1907.